# Nico Georgiadis
Nico Georgiadis (* 22. Januar 1996 in Bülach) ist ein Schweizer Schachspieler. In der Schweizer Schachgeschichte war er der jüngste Bundesmeister, FIDE-Meister und Internationale Meister.

## Leben
Nico Georgiadis besuchte die Primarschule in Schindellegi und im Anschluss die Stiftsschule Einsiedeln. An der Universität Zürich studierte er Publizistik und Kommunikationswissenschaft. Seine Trainer im Schach waren Beat Züger und Artur Jussupow. Er erhielt auch Training von Francisco Vallejo Pons.

## Erfolge
Sein erster Schachverein war mit sechs Jahren der Schachklub Wädenswil. In der Schweizer Schachbundesliga hatte er, für den ASK Winterthur spielend, seinen ersten Einsatz in der Saison 2009/10. In der Nationalliga A spielt er für die Schachgesellschaft Winterthur. Die Schweizer Gruppenmeisterschaft gewann er 2012 und 2015 mit dem ASK Winterthur sowie 2020 mit der SG Winterthur, die Schweizer Mannschaftsmeisterschaft 2017 mit der SG Winterthur.
In der deutschen Schachbundesliga spielte er in der Saison 2014/15 bei der Schachgesellschaft Solingen, in der Saison 2016/17 für den SV Griesheim und in der Saison 2019/21 für den FC Bayern München. In der österreichischen Bundesliga gehört Georgiadis seit der Saison 2015/16 dem SC Sparkasse Götzis an.
2008 gewann er in Bern die Schweizer U12-Meisterschaft, 2009 in Echallens wurde er U14-Meister, ebenso 2010 nach vier Turnieren. Die Schweizer Schülermeisterschaft konnte er 2010 in Lenzerheide und 2011 in Leukerbad gewinnen. Ebenfalls 2011 gewann er in Leukerbad die Schweizer Juniorenmeisterschaft (U18). Die Bundesmeisterschaft gewann er 2011 in Olten als jüngster Gewinner in der Geschichte der Bundesmeisterschaften, die seit 1924 ausgetragen werden.
Für die Schweizer U16-Nationalmannschaft spielte er bei den Jugendolympiaden 2008 in Mersin (Brett 3 der 2. Mannschaft) und 2010 in Burdur (Brett 1 der 1. Mannschaft). Bei der U18-Mannschaftseuropameisterschaft 2013 in Maribor erhielt die Schweiz mit Nico Georgiadis am Spitzenbrett die Silbermedaille, während er ebenfalls für sein Ergebnis von 4,5 aus 7 eine individuelle Silbermedaille erhielt (die Goldmedaille ging an Kamil Dragun).
Seit 2013 gehört Georgiadis der Schweizer Nationalmannschaft an und nahm an den Schacholympiaden 2014 und 2016 sowie den Mannschaftseuropameisterschaften 2013 und 2015 teil.
2011 erhielt Nico Georgiadis als jüngster Schweizer den Titel FIDE-Meister. Internationaler Meister ist er seit Oktober 2013, ebenfalls als jüngster Schweizer in der Schweizer Schachgeschichte. Die Normen hierfür erzielte er in der Saison 2012 der Nationalliga mit Übererfüllung, beim Young Masters in Zug im September 2013, bei dem er unter anderem gegen den Grossmeister Dmitry Svetushkin gewann, sowie im selben Monat bei der U20-Weltmeisterschaft in İzmit.
Beim FIDE-Kongress 2016 wurde Georgiadis zum Grossmeister ernannt unter der Bedingung, dass er eine Elo-Zahl von mindestens 2500 erreicht. Dieser Bedingung genügte er durch seine Leistung beim GM-Turnier in Biel 2017. Die erforderlichen Normen erfüllte er im April 2014 beim Dubai Masters, im Dezember 2014 beim Qatar Masters Open in Doha sowie in der Saison 2015/16 der österreichischen Bundesliga.
Mit seiner bisher höchsten Elo-Zahl von 2578 im Juni 2022 lag er hinter Vadim Milov und Noël Studer auf dem dritten Platz der Schweizer Elo-Rangliste.